# Аверелл Гарріман
Вільям Аверелл Га́рріман (англ. William Averell Harriman, 15 листопада 1891 — 26 липня 1986) — американський політик-демократ, підприємець та дипломат. Був сином залізничного магната E. Г. Гаррімана. За часів президента Гаррі Трумена був міністром торгівлі США, а потім 48-м губернатором штату Нью-Йорк. Висувався одним з кандидатів у президенти від Демократичної партії на виборах 1952 року і повторно в 1956 році, коли його схвалив президент Трумен, але обидва рази програв Едлаю Стівенсону. За президента Франкліна Рузвельта Гарріман працював спеціальним посланником в Європі і послом США в СРСР, згодом послом США у Великій Британії. В адміністраціях Джона Кеннеді і Ліндона Джонсона працював у численних американських дипломатичних місіях. Був ядром групи старійшин зовнішньої політики, відомих як «Мудреці» за назвою однойменної книжки.

## Відомі твори Гаррімана
- W. Averell Harriman. America and Russia in a changing world: A half century of personal observation (1971)
- W. Averell Harriman. Public papers of Averell Harriman, fifty-second governor of the state of New York, 1955—1959 (1960)
- Harriman, W. Averell and Abel, Elie. Special Envoy to Churchill and Stalin, 1941—1946. (1975). 595 pp.